# Ulrike Maierová
Ulrike Maierová (22. října 1967 – 29. ledna 1994) byla rakouská lyžařka, dvojnásobná mistryně světa v super-G (1989, 1991). Účastnila se ZOH v letech 1988 a 1992. V lednu 1994 při závodě ve sjezdu utrpěla smrtelný úraz.

## Nehoda
Dva týdny před začátkem ZOH 1994 Maierová startovala v závodě na sjezdovce Kandahar v Garmisch-Partenkirchenu. Ve spodní části trati se jí v přímém úseku při rychlosti 105 km/h zařízla pravá lyže do napadaného sněhu, což ji vyhodilo z rovnováhy, a vyletěla z dráhy do bočního hrazení, kde si dopadem těžce poranila krční páteř. Byla okamžitě převezena do nedaleké nemocnice v Murnau, ale zranění bylo smrtelné.
Původně se spekulovalo, že Maierová narazila hlavou do sloupku s časomírou, což vyvolalo kritiku a obvinění na adresu pořadatelů. Po několikaměsíčním vyšetřování se to ale neprokázalo, závodnice zřejmě narazila do hromady sněhu a fatální následek byl způsoben hlavně obrovskou rychlostí dopadu. Případ byl tedy uzavřen jako nehoda bez cizího zavinění.
Jedná se jednu ze smrtelných lyžařských nehod zachycených v přímém televizním vysílání.